# L'Étrange Suzy
Pour plus de détails, voir Fiche technique et Distribution.
L'Étrange Suzy est un film français réalisé par Pierre-Jean Ducis et sorti en 1941.

## Synopsis
Après plusieurs années de mariage, Henri souhaite divorcer ; mais Suzy, sa femme, simule la folie.

## Fiche technique
- Titre original : L'Étrange Suzy
- Titre secondaire : L’Étrange Aventure[1]
- Réalisation : Pierre-Jean Ducis
- Scénario et dialogues : Yves Mirande, d'après la pièce de théâtre d'Aldo De Benedetti[1]
- Musique : Vincent Scotto
- Photographie : Fred Langenfeld et Jacques Lemare
- Montage : Andrée Danis
- Son : Jean Lecoq
- Société de production : Productions Badalo
- Directeur de production : Pierre Danis
- Pays de production :  France
- Format : Noir et blanc - 1,37:1 - Son mono - 35 mm
- Genre : Film dramatique
- Durée : 83 minutes
- Dates de sortie :
  - France : 29 août 1941

## Distribution
- Suzy Prim - Suzy
- Claude Dauphin - Jacques Hébert
- Albert Préjean - Henri Berger
- Marguerite Moreno - La tante
- Pierre Stéphen - Joseph
- Gaby Andreu - Aline
- Fernand Charpin
- Lisette Didier
- Lysiane Rey
- Marthe Sarbel